# 鹫岭古道
鹫岭古道位于中国浙江省宁波市海曙区集士港镇深溪村，明代古道，长700米，均宽1.5米，除西岙岭为原始沙石土道外，其它都以卵石路面砌筑，是一条古代军事的秘密通道，为明朝防倭兵寨遗址，2010年9月公布为鄞州区文物保护单位，2018年12月28日因行政区划调整公布为海曙区文物保护单位。